# 2 Guns (comics)
2 Guns est une série de comics créée par  Steven Grant et Mateus Santolouco, publiée sous forme de comic books par  Boom! Studios . Entre 2012 et 2013, la série est traduite en français par Delcourt.
Le comics a été adapté en  film du même nom 2 Guns, le 2  août 2013.

## Synopsis
Deux policiers sont engagés par leur patron pour cambrioler une banque et voler de l'argent sale. Cependant, aucun d'entre eux ne sait que l'autre est un policier. Trench est un agent de la DEA et Steadman est  un officier des renseignements de Marines.. Et comme si cela ne suffisait pas, aucun d'entre eux ne se rend compte qu'ils essaient en fait de cambrioler la CIA, et non la mafia...

## Personnages
- Steadman
- Trench

## Parutions

### Version originale
- numéro 1, avril 2007
- numéro 2, mai 2007
- numéro 3, octobre 2007
- numéro 4, novembre 2007
- numéro 5, décembre 2007

### Version français
Tous les numéros sont réunis dans une intégrale sortie dans la collection « Contrebande » des éditions Delcourt :
- 2 Guns , Delcourt, août 2013 Scénario :  Steven Grant  - Dessin :  Mateus Santolouco -  (ISBN 9782756042015) )

## Adaptation cinéma
Le comics a été adapté en film, diffusé en 2013 par Baltasar Kormákur sous le titre même nom.